# Daniël de Hertaing

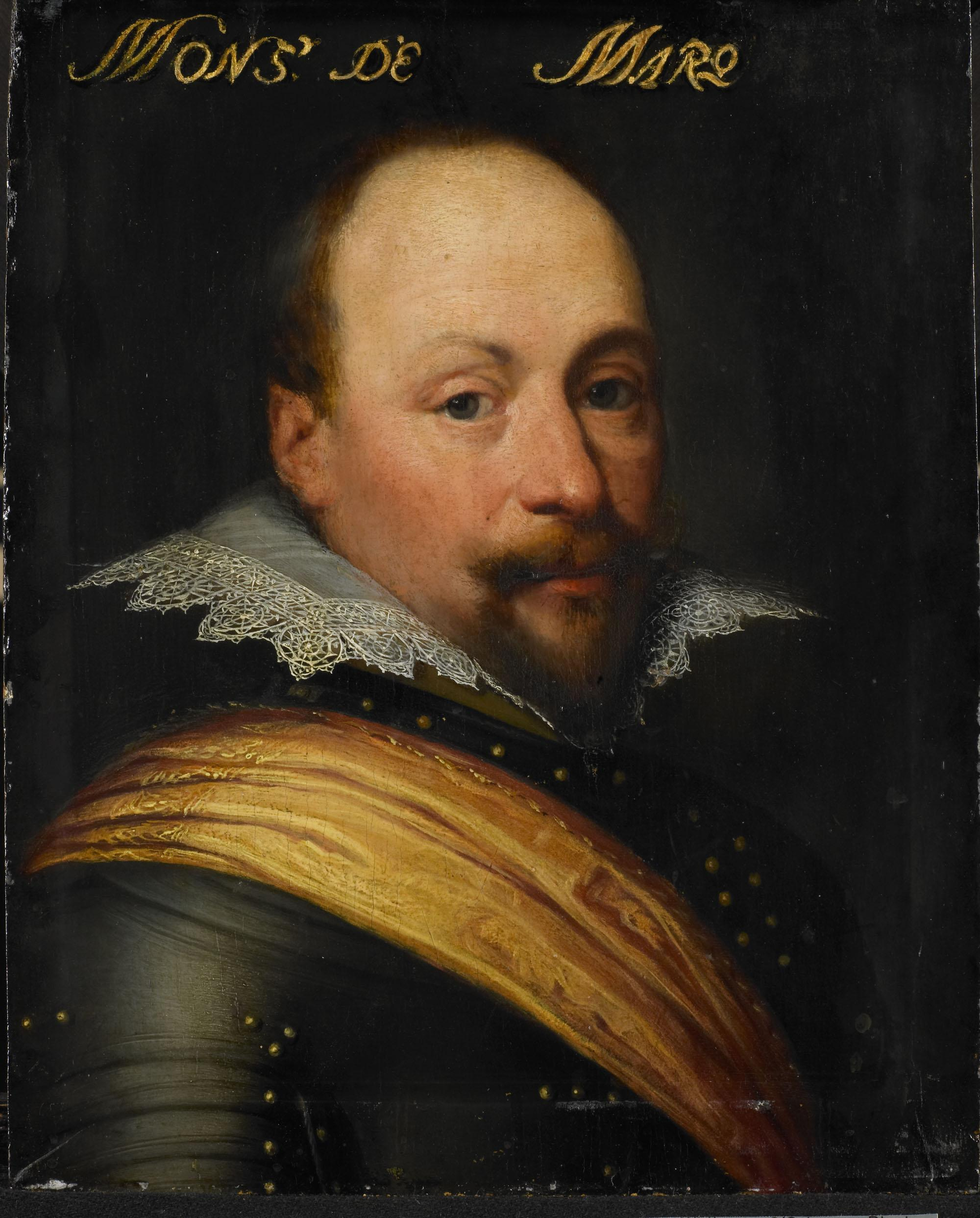
Daniël de Hertaing, Heer van Marquette

Daniël de Hertaing, heer van Marquette (gestorven, Heemskerk, 1625) was een officier, die tijdens de Tachtigjarige Oorlog aan de kant van de Staten-Generaal van de Nederlanden vocht. Hij bekleedde hoge posities in het Staatse leger.  

## Afstamming
Daniël de Hertaing was de oudste zoon van Willem de Hertaing, heer van Marquette, ridder en gouverneur van de stad Bergen op Zoom en Anne de Levin, dochter van Jacques de Levin, heer van  Longsart, Guisencourt en Hondiville, en Philipote de Lamelin, vrouwe van Famars.

## Leven
Hij moest vanwege zijn protestantse overtuiging zijn geboortegrond in het graafschap Henegouwen ontvluchten. Als luitenant-kolonel voerde hij bij de Slag bij Nieuwpoort het bevel over een regiment Walen. Op 27 juni 1603 werd hij door de Staten-Generaal benoemd tot gouverneur van de belegerde stad Oostende. Na uiterst bloedige gevechten gaf hij deze stad op 20 september 1604 met toestemming van de Staten-Generaal over aan aartshertog Albrecht van Oostenrijk. Omdat hij zwaargewond was aan zijn linkerbeen en rechterarm, ondertekende hij de overgave met links.